# Tharra flamma
Tharra flamma är en insektsart som beskrevs av Nielson 1975. Tharra flamma ingår i släktet Tharra och familjen dvärgstritar. Inga underarter finns listade i Catalogue of Life.